# Güzelçamlı
Güzelçamlı is een plaats in het zuidwesten van Turkije, gelegen tussen Davutlar en Kusadasi (18km). Ten zuiden grenst een landtong aan de plaats die door een smalle zeestraat is gescheiden van het Griekse eiland Samos. Het dorp wordt jaarlijks bezocht door duizenden toeristen.

## Geschiedenis
Tussen 1922-1924 begon er een uitwisseling van Turken en Grieken als gevolg van het Verdrag van Lausanne. Zo verhuisden in februari 1924 ook 400 Turken die woonden in Griekenland in Kavála naar İzmir in Turkije. Na een week in İzmir besloten ze om zich te vestigen in Güzelçamlı, dat door de oorspronkelijke Griekse bewoners tijdens de Grieks-Turkse Oorlog was verlaten.